# Мар-оз-Иппопотам (биосферный резерват)

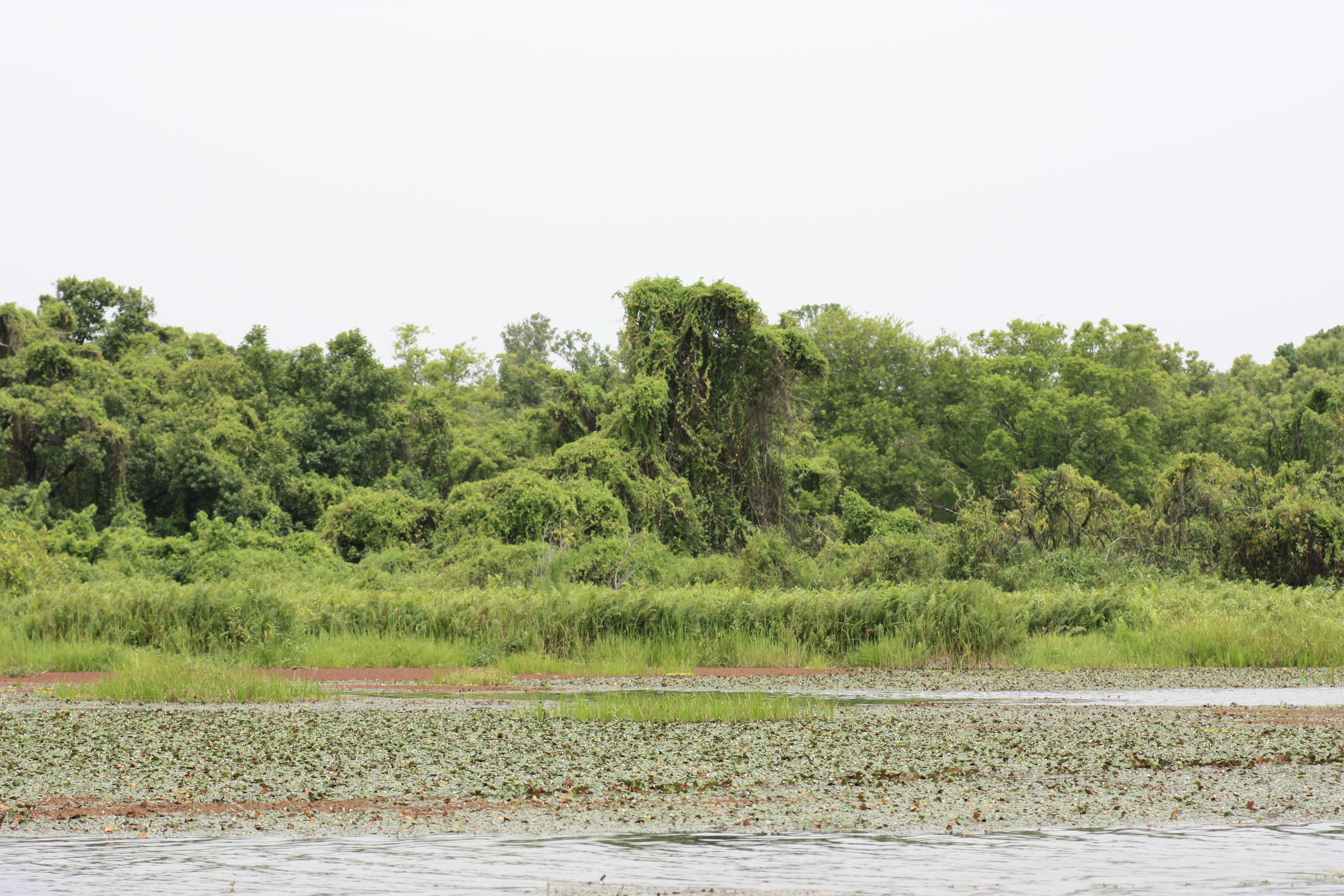
Мар-оз-Иппопотам

Мар-оз-Иппопотам — биосферный резерват в Буркина-Фасо. Резерват призван осуществлять взаимодействие природы и человека в бассейне одноимённого озера и был включён во всемирную сеть в 1977 году.

## Физико-географическая характеристика

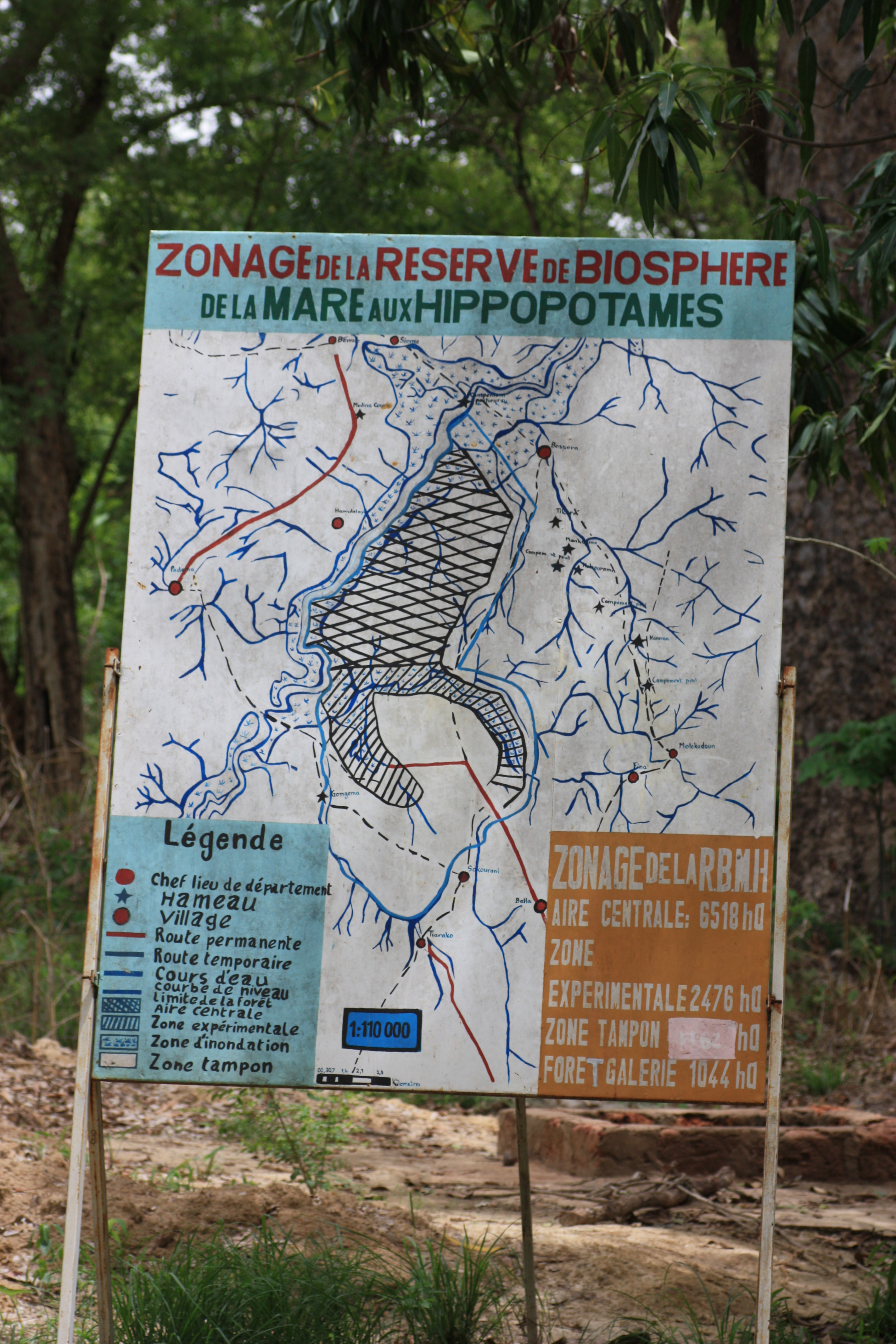
Карта резервата

В базе данных всемирной сети биосферных резерватов указаны следующие координаты заповедника: 11°30′ с. ш. 04°05′ з. д. — 11°45′ с. ш. 04°12′ з. д.. Согласно концепции зонирования резерватов общая площадь территории, которая составляет 1860 км² разделена на три основные зоны: ядро — 680 км², буферная зона — 900 км², зона сотрудничества — 280 км².
Резерват расположен в 50 км севернее Бобо-Диуласо и в 425 км от столицы страны Уагадугу в административном регионе Houet на юго-западе страны.

## Флора и фауна
В районе озера обитает более 100 гиппопотамов и около 250 видов птиц.
Общая площадь полосы прибрежной растительности составляет более 8,5 км². Остальную часть резервата составляют водоохранные леса (общая площадь 17,5 км²) и саванна (110 км²). Растительность вокруг озера в основном влаголюбивая, основными видом является Ficus congoensis. В водоохранных лесах основными видами являются Canthium cornelia, Berlinia grandiflora и Vitex doniana. По мере удаления от озера леса переходят в саванну.

## Взаимодействие с человеком
На территории резервата нет поселений человека, однако жители окрестных деревень используют озеро для рыбной ловли, собирают фрукты и мёд, заготавливают дрова. Кроме того в регионе развит экотуризм, озеро посещает около 1000 туристов ежегодно. Озеро находится в ядре резервата и является священным местом для местных жителей.